# Раджендра Чола III
Раджендра Чола III – останній відомий імператор Чола. Був більш ефективним правителем, ніж його батько та намагався зупинити падіння імперії, що почалось через некомпетентність Раджараджі Чола III. Утім, йому не вдалось відновити могутність держави, і її поглинули сусіди, що саме набирали потужності (Пандья та Хойсали).